# Pakt stabilności i wzrostu
Pakt stabilności i wzrostu – porozumienie państw członkowskich Unii Europejskiej zawarte 17 czerwca 1997 podczas szczytu Rady Europejskiej w Amsterdamie. Jego zasadnicze ramy zawarte są w rezolucji Rady Europejskiej w sprawie paktu stabilności i wzrostu, a konkretne rozwiązania prawne zostały zapisane w dwóch rozporządzeniach Rady UE: w sprawie wzmocnienia nadzoru pozycji budżetowych oraz nadzoru i koordynacji polityk gospodarczych i w sprawie przyspieszenia i wyjaśnienia procedury nadmiernego deficytu.
Celem paktu stabilności i wzrostu jest wzmocnienia warunków sprzyjających stabilności cen oraz osiągnięciu silnego trwałego wzrostu przyczyniającego się do tworzenia miejsc pracy poprzez zapewnienie sprawnych finansów państw należących do Unii Europejskiej.

## Zasady
W zależności od tego, czy dane państwo członkowskie Unii Europejskiej przyjęło wspólną walutę (tzw. uczestniczące państwo członkowskie), czy nie (tzw. nieuczestniczące państwo członkowskie), zostało ono zobowiązane do systematycznego przedkładania i aktualizowania programów makroekonomicznych: średniookresowych programów stabilności (w przypadku uczestniczących państw członkowskich), programów konwergencji (w przypadku nieuczestniczących państw członkowskich).
Na podstawie przekazanych programów Komisja Europejska oraz Rada do Spraw Gospodarczych i Finansowych (Ecofin) ocenia ich sytuację gospodarczą państw nimi objętych. Ma to zapewniać stabilny i dobry stan finansów publicznych w celu poprawy warunków osiągnięcia wysokiego i trwałego wzrostu gospodarczego. Reguły paktu miały także zapobiegać nadmiernemu rozluźnieniu polityki fiskalnej w okresie dobrej koniunktury, kiedy istnieje realna możliwość wykorzystania rosnących wpływów podatkowych do zwiększania wydatków państwowych. W praktyce oznacza to, że państwa nie powinny przekraczać wartości progowej deficytu (3% PKB), a w okresie wzrostu gospodarczego dążyć do generowania nadwyżki budżetowej.
Główny nacisk położono na kryterium dotyczące nadwyżek albo deficytów budżetowych, gdyż w momencie ratyfikacji paktu drugie kryterium fiskalne, czyli relacja długu publicznego do PKB (max 60% PKB) było w niektórych krajach nadzwyczaj wysokie i utrzymanie progowych wartości byłoby niemożliwe. Kraje przekraczające ustalone pułapy dotyczące kryterium deficytu budżetowego i nie przestrzegające dyscypliny fiskalnej mogą być zobowiązane do zapłacenia kary, chyba że ich gospodarka znajduje się w fazie wyraźnej recesji. Minimalna wysokość kary to 0,2% PKB danego państwa, przy czym wzrasta ona o 0,1% za każdy punkt procentowy deficytu powyżej 3% PKB. Tak więc dla deficytu np. 5% PKB kara ta wynosi 0,4% PKB. Maksymalna wysokość omawianej kary to 0,5% PKB danego państwa. Przy pewnych warunkach państwo przekraczające progi może być zmuszone do złożenia nieoprocentowanego depozytu stabilizacyjnego.
W rzeczywistości kryteria te nie są przestrzegane przez państwa członkowskie i pomimo ich notorycznego naruszania (jako pierwsza w 2001 wartość progową deficytu budżetowego przekroczyła Portugalia, a w 2002 roku taka sama sytuacja wystąpiła we Francji i Niemczech) nigdy nie doszło do zastosowania kar przewidzianych przez pakt. Jest to możliwe, ponieważ w wyniku nacisków Francji, Grecji i Niemiec kryteria zapisane w pakcie nie są automatyczne, tylko wynikają z decyzji politycznej podejmowanej przez Ecofin. Po znacznych naruszeniach dyscypliny fiskalnej przez Niemcy i Francję w 2005 kryteria te zostały jeszcze bardziej poluzowane.
Kryzysowi w strefie euro ma zapobiegać pakt fiskalny. W ocenie Centre for European Reform nie wnosi on jednak nic nowego w porównaniu do wcześniejszych „miękkich” sankcji z Paktu stabilności i wzrostu.